# Manuel Varela Radío
Manuel Varela Radío (Pontevedra, 1873 - Madrid, 1962) fou un metge i polític gallec, fill de Teodoro Varela de la Iglesia. El seu pare i el seu oncle foren professors d'institut expedientats per llurs idees liberals. Es llicencià en medicina a la Universitat de Santiago de Compostel·la, amplià estudis a Madrid, on va conèixer Francisco Giner de los Ríos, i a Alemanya, on s'especialitzà en ginecologia i obstetrícia. El 1911 va obtenir una nova beca de la Junta per a l'Ampliació d'Estudis per a estudiar a Alemanya, d'on va importar algunes tècniques que el van fer pare de la ginecologia moderna a Espanya. Un dels seus deixebles fou Roberto Novoa Santos i Alejandro Otero Fernández.
El 1919 fou nomenat catedràtic de la Universitat Central de Madrid, on va afavorir l'ingrés d'estudiants gallecs a la Residencia de Estudiantes i assolí gran popularitat com a professor i organitzador de conferències. A les eleccions generals espanyoles de 1931 fou elegit diputat per Pontevedra com a independent dins l'ORGA. L'octubre de 1936, tement per la seva vida, va exiliar-se a Zúric (Suïssa). Va tornar de l'exili el 1941, després de pactar amb les autoritats franquistes. Tot i això, fou jutjat pel Tribunal de Responsabilidades Políticas i apartat de la seva professió fins al 1945, poc abans de jubilar-se.